# Ubisoft Quebec
A Ubisoft Quebec é uma desenvolvedora de jogos eletrônicos canadense e uma subsidiária da Ubisoft com sede na cidade de Quebec.

## História
A Ubisoft Quebec foi anunciada em 11 de abril de 2005, e foi efetivamente aberta em 2 de junho de 2005. Em junho de 2008, a Ubisoft Quebec ampliou seu negócio de imagens geradas por computador para trabalhar em filmes em conjunto com a  Guillemot. A unidade foi fechada novamente com a fundação da Ubisoft Motion Pictures em maio de 2011. Em 3 de novembro de 2011, a Ubisoft adquiriu uma divisão de desenvolvimento da Longtail Studios, com sede na cidade de Quebec, dos quais 48 funcionários foram incorporados pela Ubisoft Quebec, enquanto 6-7, incluindo o gerente da divisão, partiram.
Em 4 de junho de 2013, François Pelland foi nomeado diretor executivo de desenvolvimento. Em setembro de 2013, a Ubisoft anunciou que planejava investir CA$ 373 milhões na infra-estrutura da Ubisoft Quebec para expandir sua presença em 500 posições. A Ubisoft Quebec previa empregar 3.500 funcionários até o final de 2020. Este movimento foi reforçado através de outras 100 postagens sendo abertas com um investimento de CA $ 28 milhões, em 24 de janeiro de 2014. Em 2 de julho de 2014, foi anunciado que a Ubisoft Quebec lideraria o desenvolvimento do próximo jogo da franquia Assassin's Creed (que mais tarde se tornou Assassin's Creed Syndicate), do qual todos os títulos foram feitos anteriormente pela Ubisoft Montreal. No mesmo dia, o estúdio também anunciou que, juntamente com seus 350 funcionários e usando outro investimento de US $ 4 milhões, mudaria para novos escritórios no bairro de Saint-Roch, em Quebec, e abriria outras 100 posições.  Em 2017, Patrick Klaus foi nomeado diretor administrativo da Ubisoft Quebec. Em dezembro de 2018, Mike Laidlaw, que anteriormente atuou como diretor de criação da BioWare, juntou-se à Ubisoft Quebec para assumir esse mesmo papel.